# Colin Bell (Badminton)
Colin Bell (* um 1950) ist ein nordirischer Badmintonspieler. 

## Karriere
Colin Bell wurde 1973 erstmals nationaler Meister in Irland. Vier weitere Titelgewinne folgten bis 1979. 1972 und 1973 siegte er bei den Irish Open. 1974 nahm er an den British Commonwealth Games teil.

## Sportliche Erfolge
| Saison | Veranstaltung                 | Disziplin    | Platz | Name                     |
| ------ | ----------------------------- | ------------ | ----- | ------------------------ |
| 1972   | Irish Open                    | Herreneinzel | 1     | Colin Bell               |
| 1973   | Irish Open                    | Herrendoppel | 1     | Adrian Bell / Colin Bell |
| 1973   | Irish Open                    | Herreneinzel | 1     | Colin Bell               |
| 1973   | Irische Meisterschaft         | Herreneinzel | 1     | Colin Bell               |
| 1975   | Irland: Einzelmeisterschaften | Herrendoppel | 1     | Adrian Bell / Colin Bell |
| 1976   | Irland: Einzelmeisterschaften | Herrendoppel | 1     | Adrian Bell / Colin Bell |
| 1977   | Irland: Einzelmeisterschaften | Herreneinzel | 1     | Colin Bell               |
| 1979   | Irland: Einzelmeisterschaften | Herreneinzel | 1     | Colin Bell               |
| 1980   | Irland: Einzelmeisterschaften | Herreneinzel | 1     | Colin Bell               |